# Sac de Limoges
Pour les articles homonymes, voir Limoges (homonymie).
Guerre de Cent Ans
Batailles
Le sac de Limoges est un épisode de la guerre de Cent Ans s'étant déroulé au mois de septembre 1370. Après un court siège, une partie de la ville de Limoges (la Cité), qui a ouvert peu avant ses portes aux armées françaises du roi Charles V, est mise à sac par les armées d'Édouard de Woodstock, prince d'Aquitaine, en représailles à ce que les Anglo-Aquitains considèrent comme un acte de félonie.

## Cadre

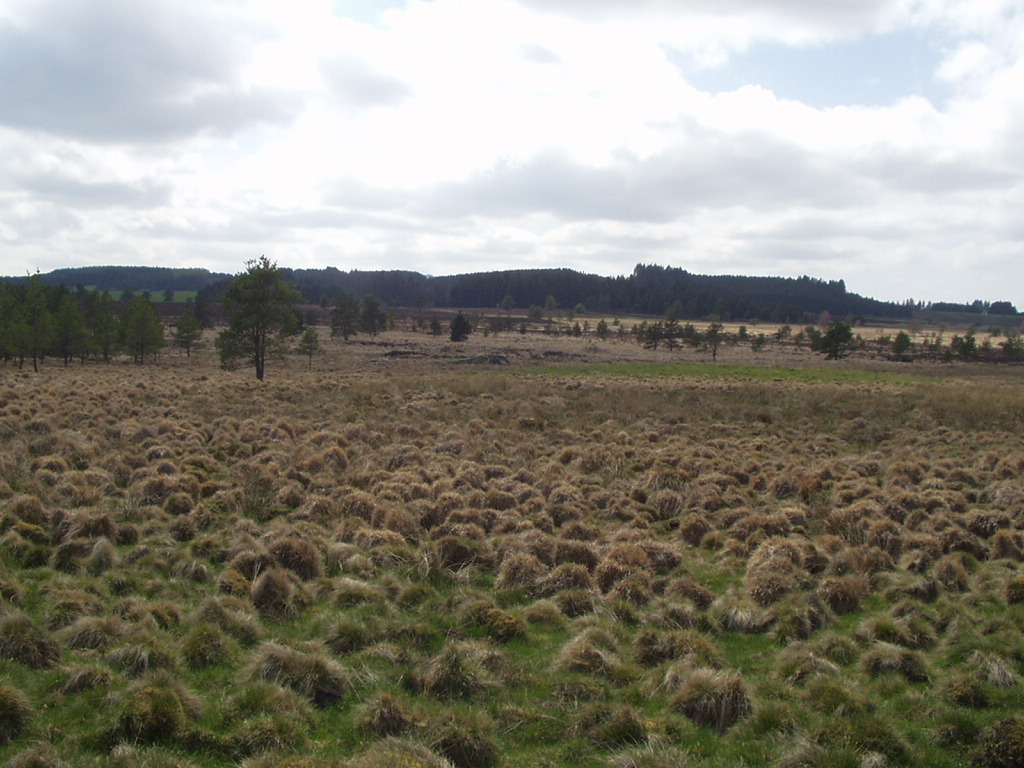
La tourbière du Longéroux en amont sur le plateau de Millevaches est un exemple de zone stockant une quantité d'eau importante en temps de crue.

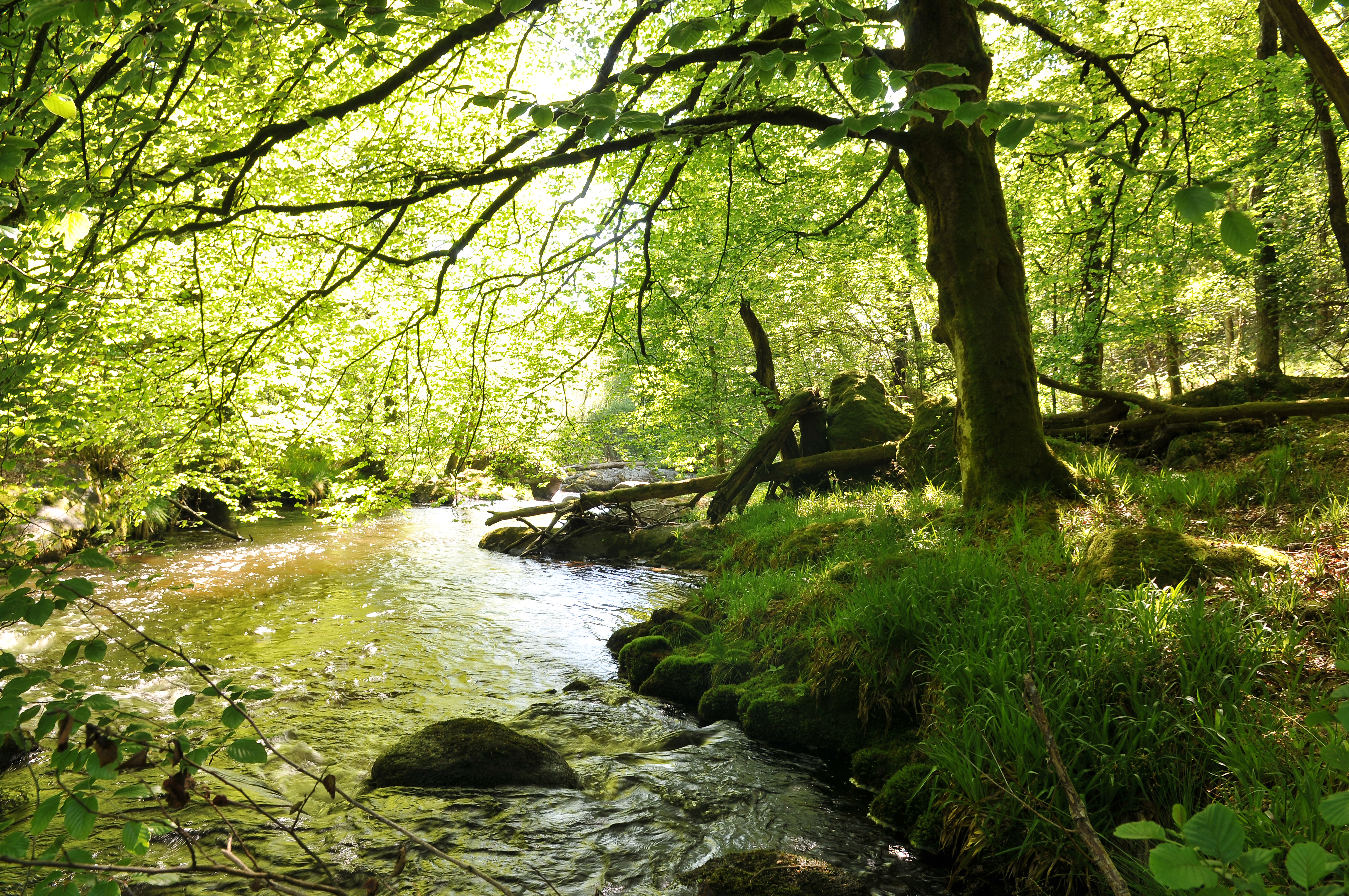
La haute vallée de la Vienne, entre la source et en aval la commune de Saint-Léonard-de-Noblat.

Au Moyen Âge, la ville de Limoges était clairement séparée en deux parties, la Cité (en occitan La Citat) et le château (Lo Chatèu). Autour de la cité fut construite une nouvelle enceinte qui atteignait la Vienne, pour protéger l'accès au pont Saint-Étienne construit par l'évêque.
Selon l'historien Louis Guibert dans son livre Coup d'œil sur l'Histoire de Limoges, la construction de cette nouvelle enceinte serait l'une des causes de la réussite du sac et donc de l'échec de la protection de la ville. Lors de sa conception, les décideurs n'auraient pas tenu compte des crues puissantes du fleuve favorisées par les orages violents. Ce phénomène rare mais pas exceptionnel se produit lors des rencontres de masses d'air chaudes et chargées en humidité provenant de la Méditerranée et celles provenant de l'Atlantique (à ne pas confondre avec le phénomène « Cévenol » plus marqué, violent et surtout plus connu mais n'affectant pas cette partie de la France). Les orages violents se concentrent sur le plateau de Millevaches (vaches signifiant les cours d'eau et non les bovins). Le plateau se comporte comme une éponge qui à saturation déverse le trop plein dans les rivières tributaires et ainsi la Vienne. Contrairement à ce qui a été avancé à la fin du XIXe siècle, la cité n'était pas défendue par une petite garnison laissée par les Français mais par une armée conséquente. En effet, l'historiographie traditionnelle française - teintée fortement de nationalisme - a exagéré les causes de la défaite de cet évènement (à rapprocher du contexte de la défaite de 1870). La tour de l'enceinte, la tour Alérésia, ne fut pas minée par les Anglo-Aquitains, qui n'en avaient pas les moyens techniques (en raison de la masse trop importante à détruire) mais effondrée par la crue avant l'attaque ennemie. Charles V s'attendait à des représailles et n'aurait pas laissé cette ville stratégique sans défense face aux Anglais. Ce concours de circonstances explique la facilité avec laquelle la cité fut prise.
Lors de la reconstruction des remparts endommagés, ceux-ci ont été légèrement déplacés en amont. La version, paradoxalement à l'avantage des Anglais, ne fut remise en cause qu'au début du XXe siècle par Louis Guibert et ses successeurs. La Première Guerre mondiale, puis l'entente avec le Royaume-Uni et des questions de diplomatie ont retardé l'acceptation de cette nouvelle explication. 
Comme tout le Limousin, la cité de Limoges fut incluse dans la principauté d'Aquitaine créée en 1362 pour le Prince noir (surnom donné au XVIe siècle à Édouard de Woodstock, prince d'Aquitaine (1362-1372) et de Galles) par son père, le roi d'Angleterre Édouard III.
Johan de Cros, évêque de Limoges, réputé comme étant un des proches du Prince noir, fut contacté par les émissaires du roi de France, Charles V. Le 23 août 1370, il ouvrit les portes de la cité aux troupes françaises, commandées par Jean de Berry, déclenchant la colère d’Édouard de Woodstock, qui se trouvait alors à Angoulême.

## Le sac de 1370
Le Prince noir et son frère Jean de Gand formèrent une armée composée de 1 200 armures, 1 000 archers et 3 000 hommes de pied et prirent la direction de Limoges.
Le Prince noir, bien que malade, vint assiéger en personne la cité. Le 19 septembre 1370, la cité fut mise à sac destiné à punir ce qu’Édouard de Woodstock considérait comme une trahison. 
Le chroniqueur Froissart affirme dans sa Chronique que la population de la cité fut alors massacrée faisant 3 000 victimes. En réalité, une chronique contemporaine de Saint-Martial de Limoges rétablit la vérité : le nombre de victimes ne fut « que » de trois-cents personnes : « En l'an mil CCC LXX a XIX de septembre fut preise et ardude (brûlée) la Citat et meis a mort may de IIIc personas a cause de la rébellion qu'avian fach contre mossen Oudouart, duc d'Aquitaine ». Le Héraut Chandos précise bien dans son poème que les membres de la garnison installée par les Français étaient au nombre de trois-cents :
Quar la fut Rogier de Beaufort,

Qui de tenir se faisait fort,

Et monsieur Johan de Villemur,

Qui dist qu’il garderait le mur,

Et des gentz d’armes bien iii. centz,

Sans les burgeis de par dedenz,

Mais tous y furent mortz ou pris.
Froissart a donc fortement exagéré le nombre de victimes du sac (à noter que Froissart n'était pas sur place et qu'il écrivait pour flatter ses protecteurs anglo-flamands et non pour donner un compte rendu des événements). Une chronique de Limoges, très postérieure à l'événement, indique même le chiffre de 18 000 victimes, ce qui est plus que la population entière de Limoges.

## Diverses opinions sur l'événement
À partir du XIXe siècle, l'historiographie traditionnelle française - teintée fortement de nationalisme - a, elle aussi, exagéré cet évènement en développant une réputation négative autour du Prince Noir. Plus récemment, certains auteurs ont même tenté un rapprochement avec le massacre d'Oradour-sur-Glane (10 juin 1944). 
Selon Jean Tricard, professeur d'histoire médiévale à l'université de Tours, le récit du chroniqueur Froissart n'est pas fiable et chargé d'exagération. la Cité ne désigne qu'une partie de Limoges, l'autre partie, le Château, étant une agglomération plus considérable qui n'eut pas à souffrir du passage du Prince Noir.

## Dans la littérature
Le sac de Limoges est évoqué dans L'Affaire Charles Dexter Ward, de H. P. Lovecraft, longue nouvelle publiée en 1941.

### Filmographie
- Le dernier duel (2021) de Ridley Scott.